# Novo Petrovo Polje
Novo Petrovo Polje – wieś w Chorwacji, w żupanii virowiticko-podrawskiej, w gminie Crnac. W 2011 roku liczyła 164 mieszkańców.